# Xiao Yang
Xiao Yang (chinesisch 肖扬, Pinyin Xiào Yáng; * 1. August 1938 in Heyuan, Guangdong; † 19. April 2019 in Peking) war von 1998 bis 2008 Präsident des Obersten Volksgerichtshofs der Volksrepublik China.

## Leben
Xiao Yang begann 1957 ein Studium der Rechtswissenschaften an der Chinesischen Volksuniversität in Peking, das er 1962 abschloss. Er trat der Kommunistischen Partei Chinas bei und war zwischen 1962 und 1969 Lehrer für Politik- und Rechtswissenschaften an der Kaderschule in der Autonomen Region der Uiguren Xinjiang sowie im Anschluss von 1969 bis 1975 Sekretär für Information des Parteikomitees von Qujiang in der Provinz Guangdong. Zugleich war er von 1969 bis 1975 auch Kader im Büro für öffentliche Sicherheit sowie stellvertretender Direktor des Parteikomitees von Qujiang und unterrichtete auch weiterhin Rechtswissenschaften an der Kaderschule in der Autonomen Region der Uiguren Xinjiang. Im Anschluss fungierte er zwischen 1975 und 1981 als Sekretär des Parteikomitees, als Vorsitzender des Revolutionären Komitees sowie als Mitglied des Ständigen Ausschusses des Parteikomitees der Volkskommune Longgui. Daneben war er Mitglied des Ständigen Ausschusses des Parteikomitees Qujiang.
Danach war Xiao von 1981 bis 1983 Sekretär des Parteikomitees des Stadtbezirks Wujiang in der Stadt Shaoguan sowie stellvertretender Sekretär des Parteikomitees der bezirksfreien Stadt Qingyuan. 1983 wechselte er in die Justizverwaltung und war zunächst stellvertretender Oberstaatsanwalt und danach von 1986 bis 1990 Oberstaatsanwalt der Volksstaatsanwaltschaft der Provinz Guanhdong. Er war zudem zwischen 1986 und 1990 Mitglied des Parteikomitees der Provinz Guangdong. 1990 wurde er zeitgleich stellvertretender Generalstaatsanwalt, amtierender Präsident und Chefredakteur der Zeitschrift der Volksstaatsanwaltschaft und des Weiteren Sekretär des Parteikomitees dieser Zeitschrift. Daneben lehrte er als Dozent an der Chinesischen für Politik- und Rechtswissenschaften in Peking sowie als Professor an der Chinesischen Volksuniversität. Auf dem 14. Parteitag 1992 wurde er Kandidat des Zentralkomitees der Kommunistischen Partei Chinas (Zk der KPCh).
Als Nachfolger von Cai Cheng wurde Xiao Yang 1993 Justizminister der Volksrepublik China und bekleidete dieses Amt bis 1998, woraufhin sein Nachfolger Gao Changli wurde. Auf dem 15. Parteitag 1997 wurde er darüber hinaus Mitglied des ZK der KPCh und gehörte diesem Gremium nach seiner Wiederwahl auf dem 16. Parteitag 2002 bis 2007 an. 1998 übernahm er als Nachfolger von Ren Jianxin das Amt als Präsident des Obersten Volksgerichtshofes der Volksrepublik China. Sein Nachfolger wurde 2008 Wang Shengjun. Er wurde 1998 ferner Vizepräsident des Zentralkomitees für umfassende Verwaltung der öffentlichen Sicherheit sowie 1999 Präsident der Chinesischen Richtervereinigung.
Am 19. April 2019 verstarb Xiao Yang in Peking.